# وتشن
وتشن (به آلمانی: Wetschen) یک شهر در آلمان است که در دیفولتس واقع شده‌است. وتشن ۱٬۷۷۷ نفر جمعیت دارد.